# جکی شلدون
جکی شلدون (انگلیسی: Jackie Sheldon; ۱۱ فوریهٔ ۱۸۸۷ – ۱ ژانویهٔ ۱۹۴۳) بازیکن فوتبال اهل بریتانیا بود که در ابتدای قرن ۲۰ در لیورپول بازی می‌کرد.
از باشگاه‌هایی که در آن بازی کرده‌است می‌توان به باشگاه فوتبال منچستر یونایتد، باشگاه فوتبال لیورپول، و باشگاه فوتبال اورتون اشاره کرد.